# Carota novella di Ispica
La carota novella di Ispica appartiene al gruppo della carota rossa semilunga nantese. Nel 2006 ha ottenuto una protezione provvisoria nazionale e successivamente si è presentata istanza alla Commissione europea per il riconoscimento dell'IGP. Dopo vari controlli, l'11 maggio 2010 è stata pubblicata presso la gazzetta ufficiale dell'Unione europea la domanda di registrazione della denominazione. Dopo un'attesa di sei mesi, come disciplina la norma comunitaria, il 7 gennaio 2011 entra ufficialmente in vigore il regolamento che introduce la carota novella di Ispica nel registro ufficiale europeo dei prodotti ad Indicazione Geografica Protetta (IGP).

## Caratteristiche
- Morfologiche
  - forma cilindrica-conica;

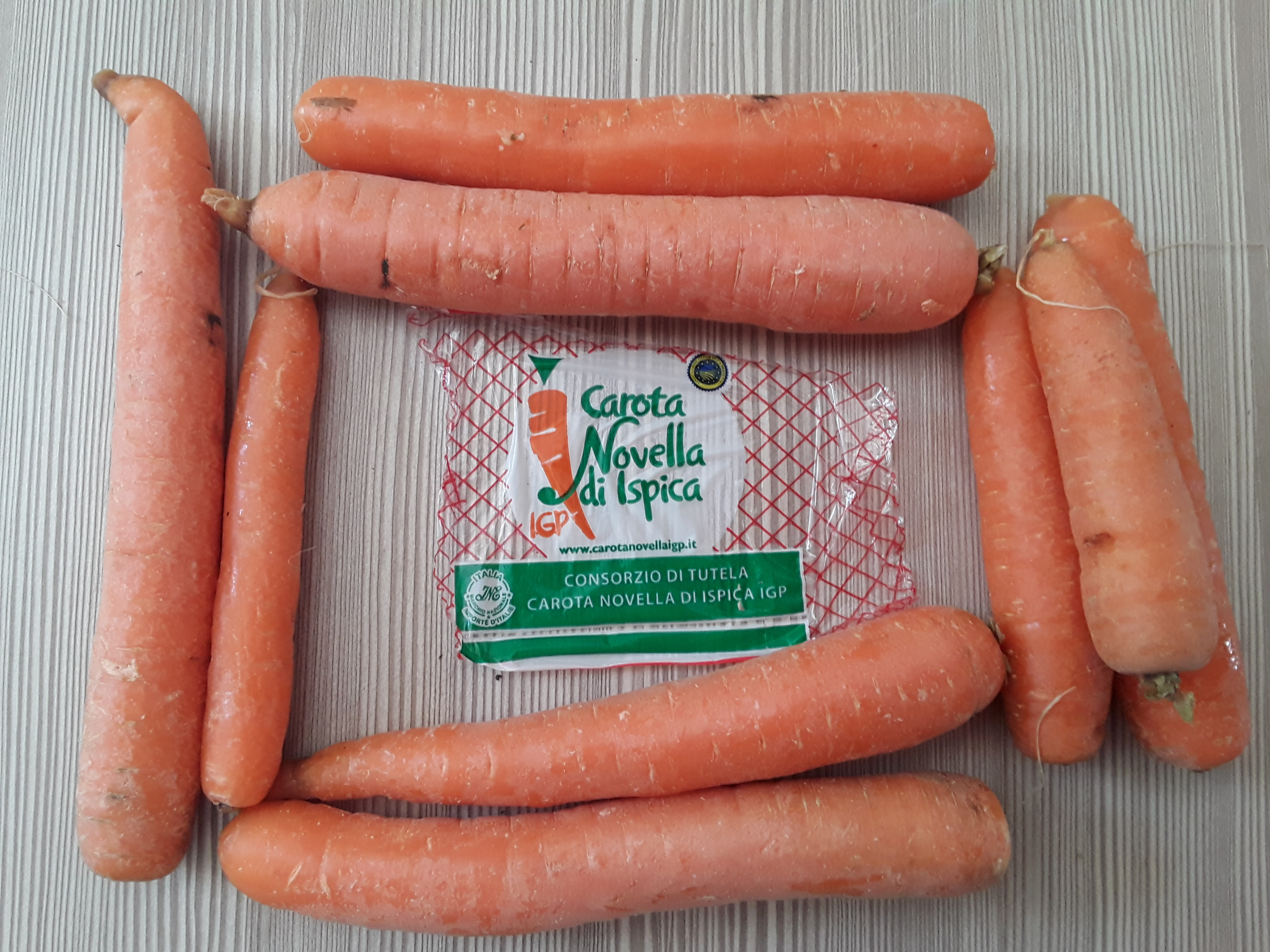
Carota novella di Ispica

  - assenza di radichette secondarie e radice apicale;
  - aspetto lucido dell'epidermide;
  - uniformità di colore;
  - assenza di fessurazioni del fittone;
  - calibro minimo: diametro 15 mm – peso 50 g;
  - calibro massimo: diametro 40 mm – peso 150 g.
- Fisiche
  - polpa tenera, consistente e croccante;
  - cuore poco fibroso.
- Chimiche-Nutrizionali
  - contenuto in glucidi: > 5% del peso fresco;
  - contenuto in beta-carotene, in considerazione dell'epoca di produzione: > 4 mg/100 g di prodotto fresco;
  - contenuto in sali minerali: compreso tra 0.5% e 0.9%.

## Varietà
- Exelso
- Dordogne
- Nancò
- Concerto
- Romance
- Naval
- Chambor
- Selene

## Zona di produzione

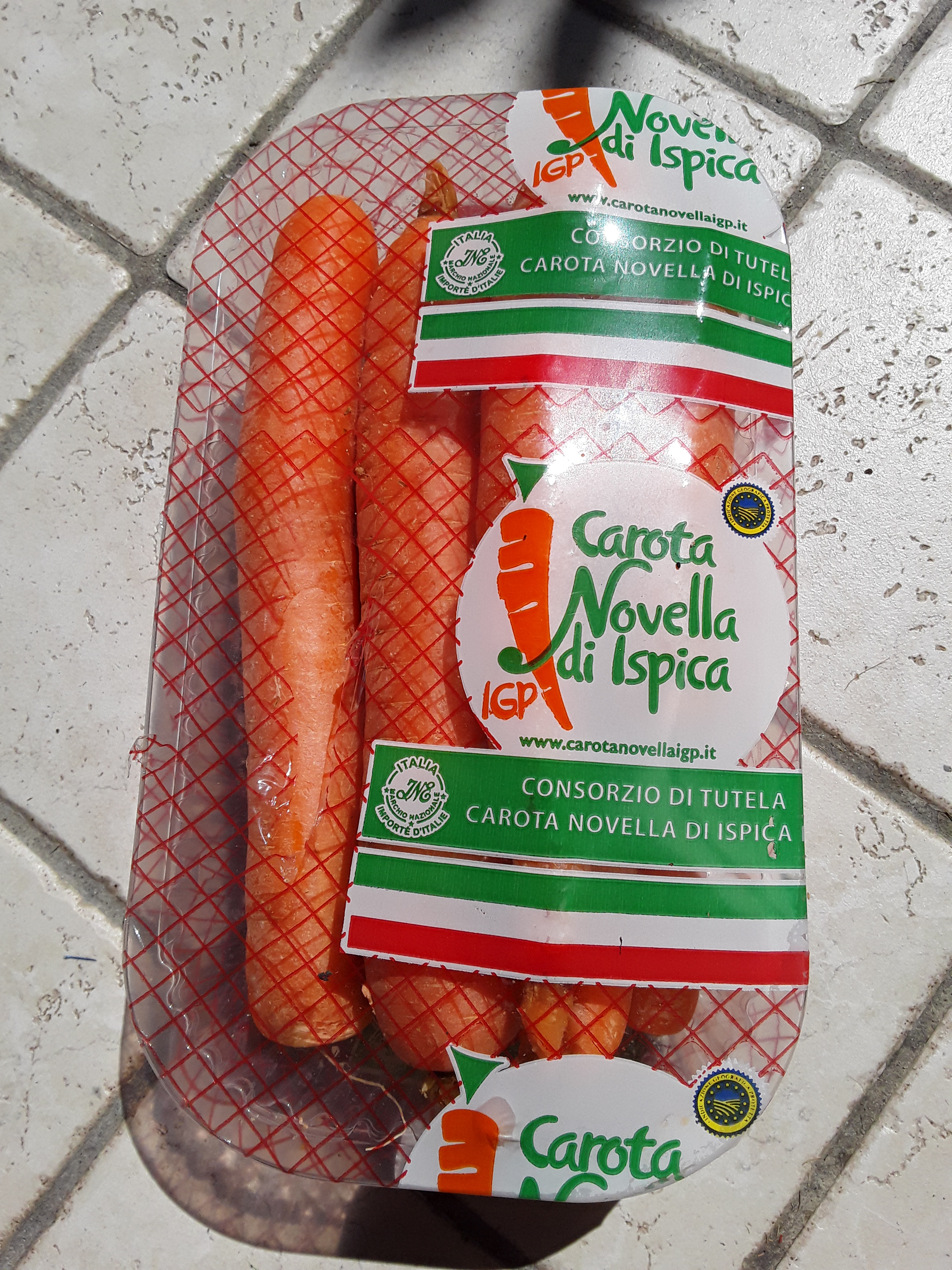
Carota novella di Ispica

La zona di produzione della Carota novella di Ispica comprende il territorio idoneo per la coltivazione della Carota da sempre caratterizzato da un'omogeneità delle condizioni climatiche e pedologiche che ne hanno permesso la coltivazione fin dagli anni '50. 
La zona è così individuata:
- Provincia di Ragusa - Nel territorio dei seguenti comuni: 
  - Ispica
  - Pozzallo
  - Vittoria
  - Acate
  - Ragusa (in parte)
  - Chiaramonte Gulfi (in parte)
  - Comiso (in parte)
  - Modica (in parte)
  - Santa Croce Camerina (in parte)
  - Scicli (in parte)
- Provincia di Siracusa - Nel territorio dei seguenti comuni: 
  - Pachino
  - Portopalo di Capo Passero
  - Rosolini
  - Noto (in parte)
- Provincia di Catania - Nel territorio di: 
  - Caltagirone (in parte)
- Provincia di Caltanissetta - Nel territorio di: 
  - Niscemi (in parte)

Questo territorio di produzione è caratterizzato inoltre da temperature medie invernali elevate, elevato numero di ore di luce solare (Pachino, Pozzallo e Ispica sono le città più assolate d'Italia), terreni di medio impasto tendente allo sciolto, talvolta al sabbioso, con buona dotazione di elementi nutritivi, con buone caratteristiche di profondità e freschezza.

### Sagre ed eventi
- "Carotispica", manifestazione giunta nel 2010 alla sua quinta edizione, ideata dall'Amministrazione comunale per valorizzare la “Carota novella”, prodotto principe dell'agricoltura ispicese.